# Гуанъюань
Гуанъюа́нь (кит. упр. 广元, пиньинь Gǔangyúan) — городской округ в провинции Сычуань КНР.

## История
В 1277 году в этих местах была образована Гуанъюаньская управа (广元府).
Городской округ был образован 8 февраля 1985 года после расформирования округа Мяньян (绵阳地区). Территория бывшего уезда Гуанъюань стала Центральным районом (市中区) в его составе; также в его состав вошли уезды Цзяньгэ, Цинчуань и Ванцан из округа Мяньян и уезд Цанси из округа Наньчун.
В 1989 году из Центрального района были выделены районы Юаньба и Чаотянь.
В 2007 году Центральный район был переименован в район Личжоу (по названию существовавшего в этих местах в средние века округа).
В 2013 году район Юаньба был переименован в Чжаохуа.

## Административно-территориальное деление
Городской округ Гуанъюань делится на 3 района, 4 уезда:
| Карта | Карта  | Карта    | Карта     | Карта          | Карта            | Карта         | Карта                      |
| ----- | ------ | -------- | --------- | -------------- | ---------------- | ------------- | -------------------------- |
|       |        |          |           |                |                  |               |                            |
| #     | Статус | Название | Иероглифы | Пиньинь        | Население (2004) | Площадь (км²) | Плотность населения (/км²) |
| 1     | Район  | Личжоу   | 利州区    | Lìzhōu qū      | 460 000          | 1 482         | 310                        |
| 2     | Район  | Чжаохуа  | 昭化区    | Zhāohuà qū     | 240 000          | 1 435         | 167                        |
| 3     | Район  | Чаотянь  | 朝天区    | Cháotiān qū    | 210 000          | 1 618         | 130                        |
| 4     | Уезд   | Ванцан   | 旺苍县    | Wàngcāng xiàn  | 450 000          | 2 976         | 151                        |
| 5     | Уезд   | Цинчуань | 青川县    | Qīngchuān xiàn | 250 000          | 3 269         | 76                         |
| 6     | Уезд   | Цзяньгэ  | 剑阁县    | Jiàngé xiàn    | 670 000          | 3 204         | 209                        |
| 7     | Уезд   | Цанси    | 苍溪县    | Cāngxī xiàn    | 770 000          | 2 330         | 330                        |

## Экономика

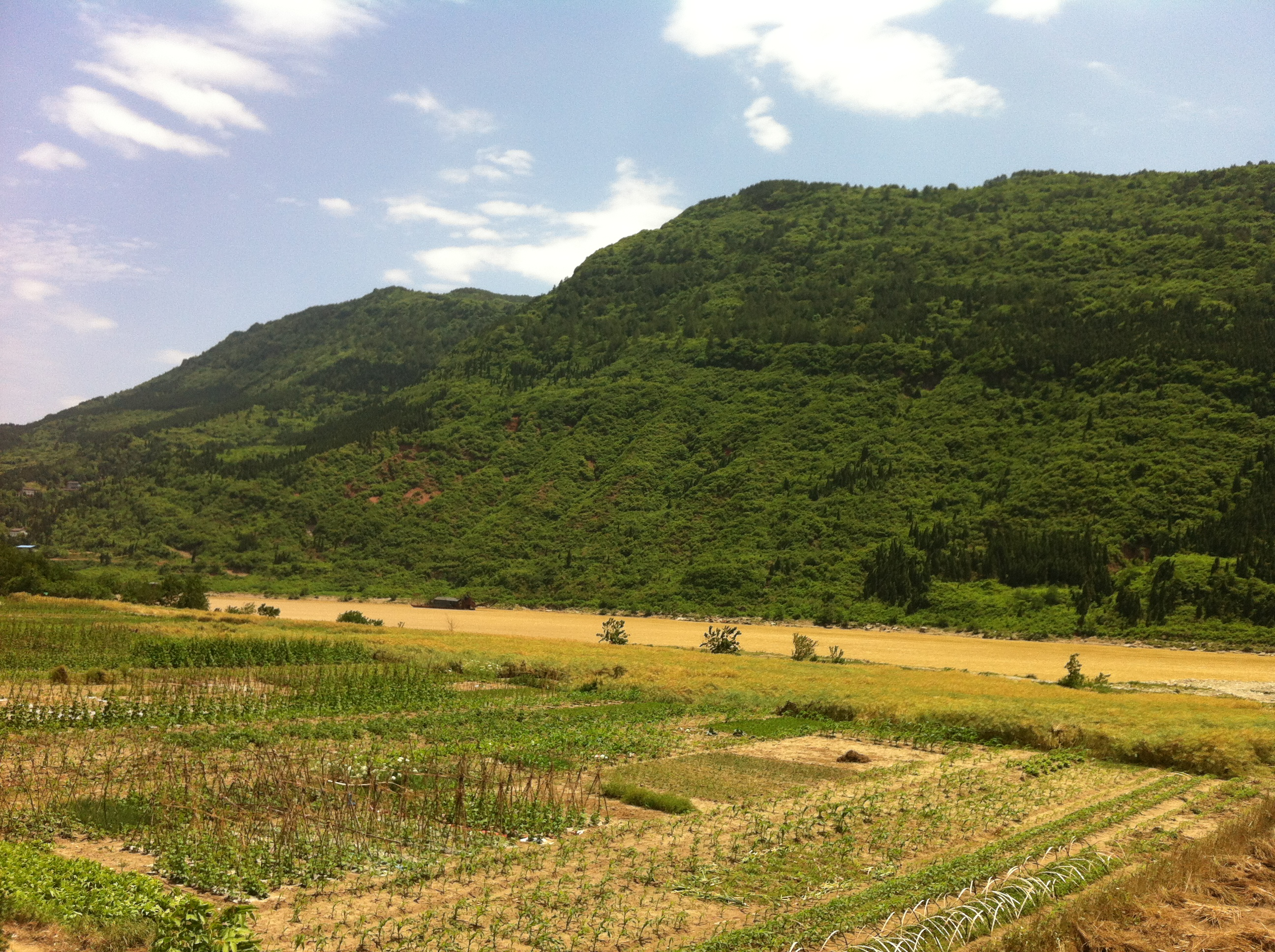
Крестьянские огороды

Основные отрасли экономики — сельское хозяйство (рис, чай, свиньи, домашняя птица), производство электроники, электротехники, мясных продуктов, муки, растительного масла, комбикормов, препаратов традиционной китайской медицины, ветеринарных препаратов, стройматериалов, пластиковой упаковки, удобрений, текстиля, деревообработка, переработка ядерных отходов.
В Гуанъюане базируются заводы электроники и электротехники Guangyuan Changhong Electronics, Xindadi Electrical Equipment и Xinghuachang Electronics, пищевые фабрики Shin Hongyu Food Development, Furun Meat Foodstuff, Cangxi Baxianqiao Foodstuff и Guangyuan Gaojin Food, заводы стройматериалов Guanghong Building Materials и Guangyuan Hailuo Cements, фармацевтические фабрики Xinzhongfang Pharmaceutical Group и Chengkang Animal Pharmaceuticals, чайная фабрика Micangshan Tea Industrial Group.

## Транспорт

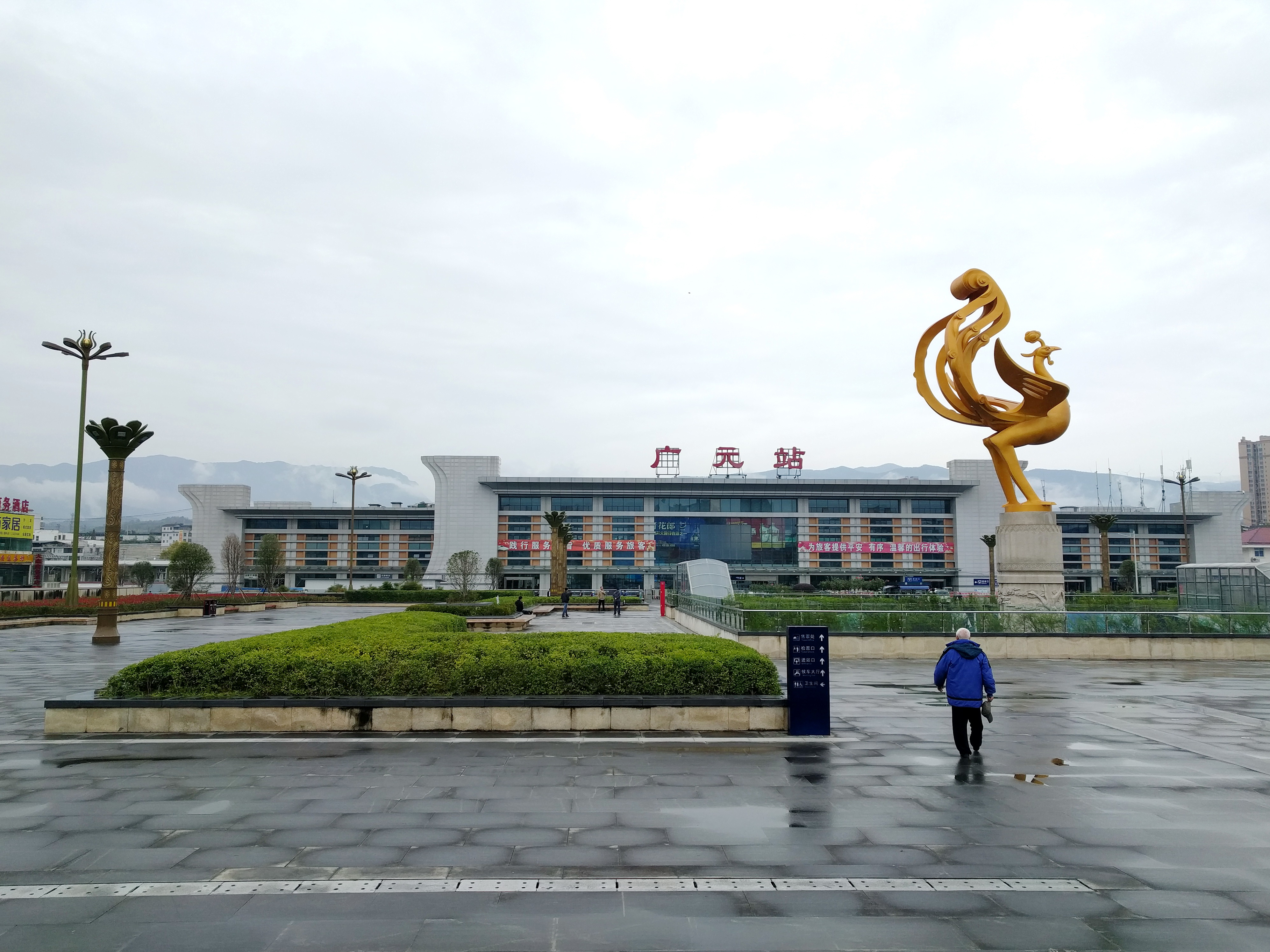
Вокзал Гуанъюань

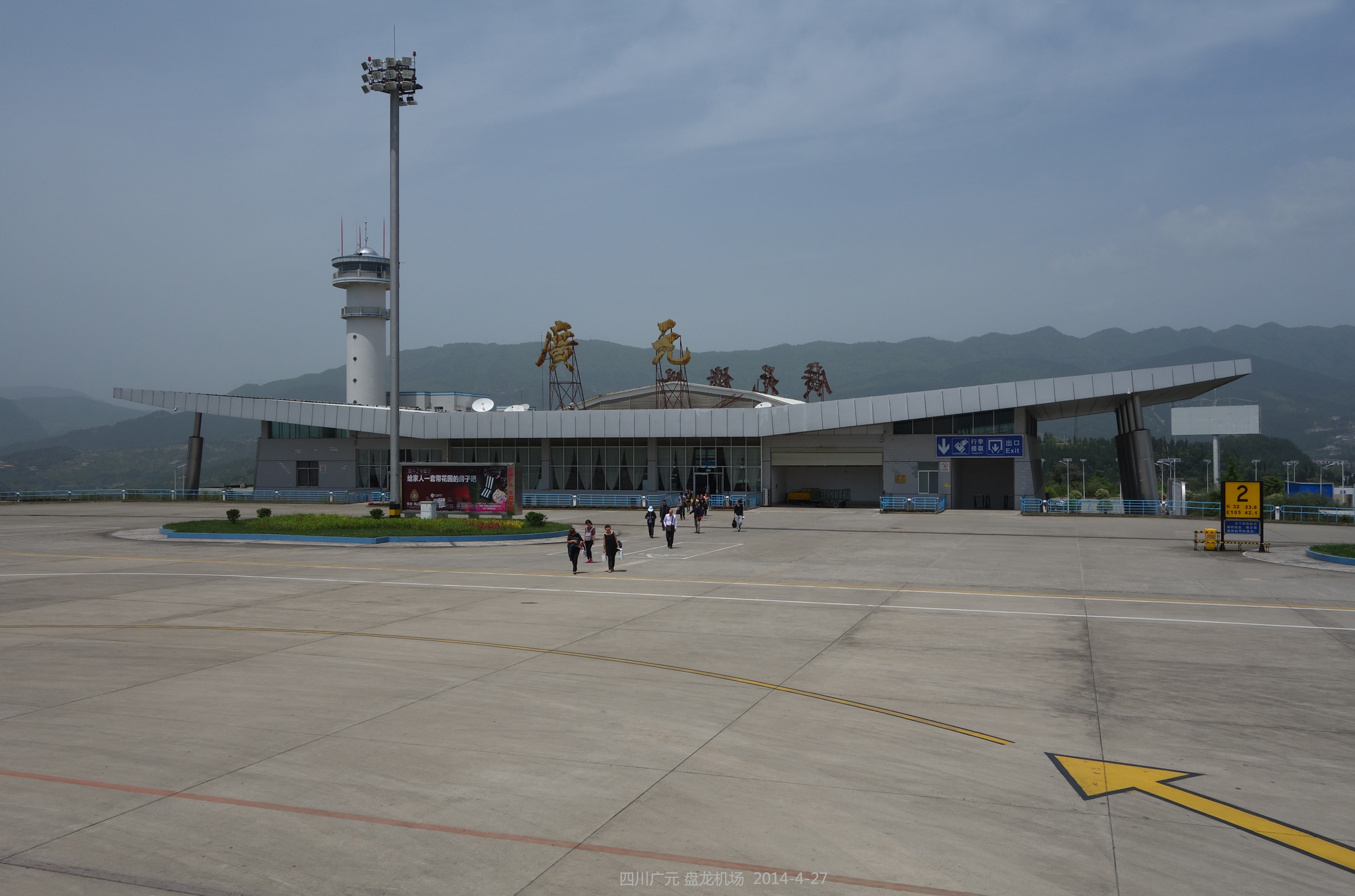
Аэропорт Гуанъюань-Паньлун

### Железнодорожный
Через Гуанъюань проходят скоростная железная дорога Сиань — Чэнду, железные дороги Баоцзи — Чэнду и Ланьчжоу — Чунцин.

### Автомобильный
Через Гуанъюань проходят скоростная дорога Пекин — Куньмин (G5), скоростная дорога Ланьчжоу — Хайкоу (G75) и национальное шоссе Годао 212 (Ланьчжоу — Чунцин).

### Авиационный
Округ обслуживает региональный аэропорт Гуанъюань-Паньлун.

## Достопримечательности
- Утёс тысячи Будд (Цяньфоя)[2]